# Centre Léon Robin
Das Centre Léon Robin ist eine gemeinsame Forschungseinrichtung der Université Paris-Sorbonne und des französischen Centre national de la recherche scientifique (Unité mixte de recherche 8061), das sich der Philosophie der Antike widmet. Es befindet sich im Gebäude der Université Paris-Sorbonne in der rue Victor Cousin.
Das Centre wurde 1947 von Pierre-Maxime Schuhl, dem Nachfolger auf dem Lehrstuhl von Léon Robin an der Sorbonne, als Centre de recherches sur la Pensée Antique gegründet. 1969 wurde daraus eine Unité de recherche des CNRS unter Leitung von Schuhl, der bis 1972 ihr erster Direktor war. Seine Nachfolger waren: Pierre Aubenque (1973–1990), Gilbert Romeyer-Dherbey (1991–2002), Jonathan Barnes (2002–2006), Barbara Cassin (2006–2009) mit Jean-Baptiste Gourinat als directeur-adjoint, André Laks (2010–2012) ebenfalls mit Gourinat als directeur-adjoint. Gegenwärtig leitet Gourinat das Centre mit Marwan Rashed als directeur adjoint (seit 2012).
Die Aktivitäten des Centre bestehen aus Vortragsreihen, Kolloquien, Studientagen und Seminaren seiner Mitglieder zu verschiedenen Forschungsthemen auf dem Gebiet der antiken Philosophie. Mitglieder sind Forscher des CNRS und Dozenten der Université Paris-Sorbonne, Doktoranden und Postdoktoranden sowie assoziierte Mitglieder. Die Forschungstätigkeit des Centre ist aktuell in drei Richtungen gegliedert: 1. Konzepte, Bewegungen und Systeme der antiken Philosophie; 2. Philosophie und Wissen; 3. Überlieferung, Übersetzung und Adaption der philosophischen Lehren. Diesen Richtungen sind jeweils einzelne Forschungsprojekte zugeordnet, so etwa zu den Vorsokratikern, zu Platon und zu Aristoteles, zur Kausalität oder zur arabischen Philosophie.